# Европейская РСДБ-сеть
Европейская РСДБ-сеть (англ. European VLBI Network, EVN) представляет собой интерферометрический массив радиотелескопов, рассредоточенных по территории Европы (дополнительно и за её пределами), с помощью которого проводят уникальные, с высоким угловым разрешением, радиоастрономические наблюдения космических радиоисточников. Это наиболее высокочувствительная РСДБ-сеть в мире, благодаря участию в ней особо крупных радиотелескопов.

## История
EVN была образована в 1980 году консорциумом из пяти основных европейских радиоастрономических институтов (Европейский консорциум по РСДБ). С 1980 года EVN и Консорциум составляли 9 институтов с 12 радиотелескопами в 8 странах Западной Европы, а также связанных с ней институтов с телескопами в Польше, России, Украине, Китае и Южной Африке. Предложения о включении в сеть дополнительных телескопов в Испании и Италии находятся на стадии рассмотрения, и, кроме того, c EVN могут быть связаны с 7-элементным интерферометром в обсерватории Джодрелл-Бэнк в Великобритании и с американским интерферометром Very Long Baseline Array для создания «глобальной сети». В 1993 был создан Объединённый институт для РСДБ в Европе (JIVE).
С 2004 года начались работы по проекту EXPReS по соединению телескопов EVN между собой международной волоконно-оптической сетью для реализации технологии, известной как электронная РСДБ (англ., e-VLBI). Проект EXPReS предназначен для подключения телескопов через свои национальные исследовательские сети и общеевропейскую научно-исследовательскую сеть GÉANT2 и проведения первых астрономических экспериментов с использованием этой новой технологии. Это позволит учёным воспользоваться возможностями e-VLBI для проведения последующих наблюдений таких кратковременных астрономических событий, как вспышки двойных рентгеновских систем (микроквазаров), взрывы сверхновых и гамма-всплески.
Цели проекта EXPReS — соединить волоконно-оптическими линиями связи до 16 самых чувствительных телескопов в мире на шести континентах с Центром обработки данных EVN, расположенном в институте JIVE. Конкретные мероприятия включают в себя обеспечение подключения "последней мили " и модернизации существующих линий связи с телескопами, обновление коррелятора для обработки до 16 потоков данных со скоростью до 1 Гбит/с каждый в режиме реального времени и исследования возможностей реализации распределённых вычислений для замены централизованного процессора обработки.
В ноябре 2009 года в EVN вступили три обсерватории Российской РСДБ-сети «Квазар» (Светлое, Зеленчукская и Бадары), в качестве постоянно участвующих станций.

## Состав сети
Таблица составлена на основе документа
| Код инструмента в EVN | Обсерватория         | Радиотелескоп         | Страна      |
| --------------------- | -------------------- | --------------------- | ----------- |
| Eb/Ef                 | Эффельсберг          | РТ-100м               | Германия    |
| Jb1                   | Джодрелл-Бэнк        | РТ-76м им. Б. Ловелла | Англия      |
|                       | Сан-Базилио          | РТ-64м                | Италия      |
| Jb2                   | Джодрелл-Бэнк        | РТ-25м Марк 2         | Англия      |
| Cm                    | Малларда (Кэмбридж)  | РТ-32м                | Англия      |
| Wb                    | Вестерборк           | ВСРТ-14x25м           | Нидерланды  |
| Mc                    | Медичина             | РТ-32м                | Италия      |
| Nt                    | Ното                 | РТ-32м                | Италия      |
| On25/On-85            | Онсала               | РТ-25м                | Швеция      |
| On20/On-60            | Онсала               | РТ-20м                | Швеция      |
|                       | Ирбене               | РТ-32м                | Латвия      |
| Sh                    | Шешан (Шанхай)       | РТ-25м                | Китай       |
| Ur                    | Урумчи               | РТ-25м                | Китай       |
| Tr                    | Пивницк (Торунь)     | РТ4-32м               | Польша      |
| Mh                    | Метсахови            | РТ-14м                | Финляндия   |
| Ys                    | Ебес                 | РТ-40м                | Испания     |
| Ar                    | Аресибо              | РТ-305м               | Пуэрто-Рико |
| Hh                    | Хартебеестхук        | РТ-26м                | ЮАР         |
| Wz                    | Веттцель Бад-Кёцтинг | РТ-20м                | Германия    |
| Sv                    | Светлое              | РТ-32м                | Россия      |
| Zc                    | Зеленчукская         | РТ-32м                | Россия      |
| Bd                    | Бадары               | РТ-32м                | Россия      |